# Comunidad Israelita de El Salvador
La Comunidad Israelita de El Salvador es el nombre común para la comunidad judía del país centroamericano de El Salvador. La comunidad está centralizada en la sinagoga de la ciudad de San Salvador.
La primera sinagoga se localizo en el centro de la ciudad a partir de 1949. En la actualidad, el centro de la comunidad se encuentra en el sector de San Benito, un barrio muy exclusivo de San Salvador.